# 17186 Сергіванов
17186 Сергіванов (17186 Sergivanov) — астероїд головного поясу, відкритий 3 листопада 1999 року.
Тіссеранів параметр щодо Юпітера — 3,517.